# Fontanella del Leone
Fontanella del Leone (”Lejonfontänen”) är en liten fontän vid Piazza di San Salvatore in Lauro i Rione Ponte i Rom. Fontänen, som är belägen vid kyrkan San Salvatore in Lauro, uppfördes år 1579. 

## Beskrivning
Fontänen består av en nisch med ett lejonhuvud som sprutar vatten i ett litet kar. Fontänen stod ursprungligen vid Via di Panico, men den flyttades till sin nuvarande plats år 1920 i samband med att kvarteren kring Via di Panico sanerades.

### Webbkällor
- ”Piazza di S. Salvatore in Lauro”. Roma Segreta. 7 maj 2013. https://web.archive.org/web/20200622133101/https://www.romasegreta.it/ponte/piazza-di-s-salvatore-in-lauro.html. Läst 27 september 2020.
- ”Fontana del Leone”. Roma SPQR. Marco De Berardinis. http://www.romaspqr.it/ROMA/Fontane/Fontana_leone.htm. Läst 27 september 2020.